# Día Internacional para la Erradicación de la Fístula Obstétrica
El Día Internacional para la Erradicación de la Fístula Obstétrica es una jornada  de concienciación que se celebra anualmente el 23 de mayo desde 2013, establecida por la Asamblea General de las Naciones Unidas (AGNU) en 2012.

## Proclamación
El Día Internacional para la Erradicación de la Fístula Obstétrica fue proclamado el 20 de diciembre de 2012 por la AGNU, con el objetivo de aumentar la conciencia y el apoyo internacional para erradicar la fístula obstétrica, una grave condición de salud que afecta a mujeres y niñas en muchas regiones empobrecidas del mundo. Esta proclamación complementa los esfuerzos iniciados en 2003 por el Fondo de Población de las Naciones Unidas (UNFPA, por sus siglas en inglés) y sus socios, que comenzaron con una campaña de erradicación del problema.

## Celebración
El día se celebra anualmente el 23 de mayo. Esta fecha fue seleccionada para conmemorar el lanzamiento de la Campaña global para erradicar la fístula en 2003. La primera celebración tuvo lugar el 23 de mayo de 2013. La elección de este día busca resaltar y reforzar la importancia de la lucha contra esta condición, promoviendo la prevención, tratamiento y la reintegración social de las afectadas.

## Temas
- 2013: Día Internacional para la Erradicación de la Fístula Obstétrica[5]
- 2014: Seguir la fístula - Transformar vidas[6][7]
- 2015: Erradiquemos la fístula y restablezcamos la dignidad de la mujer[8][9]
- 2016: End fistula within a generation, ('Erradicar la fístula en una generación')[10]
- 2017: Hope, healing, and dignity for all, ('Esperanza, sanación y dignidad para todos')[11]
- 2018: Leaving no one behind: Let us commit to ending fistula now!, ('No dejando a nadie atrás: ¡Comprometamonos a terminar con la fístula ahora!')[12]
- 2019: Together we can end fistula!, (¡Juntos podemos terminar con la fístula!`)[13]
- 2020: ¡Acabemos con la desigualdad entre los géneros! ¡Acabemos con la desigualdad en materia de salud! ¡Acabemos con la fístula ya![14]
- 2021: ¡Los derechos de las mujeres son derechos humanos! ¡Fin a la Fístula ya![15]
- 2022: End Fistula Now: Invest in Quality Healthcare, Empower Communities!, ('¡Acabar con la Fístula Ahora: Invertir en Atención Médica de Calidad, Empoderar a las Comunidades!')[16]
- 2023: 20 años después: ¡progresos, pero no suficientes! ¡Actuar ahora para poner fin a la fístula para 2030![17]
- 2024: 20 años después: ¡progresos, pero no suficientes! ¡Actuar ahora para poner fin a la fístula para 2030![18]